# نيت واشنطن
نيت واشنطن (بالإنجليزية: Nate Washington)‏ هو لاعب كرة قدم أمريكية أمريكي، ولد في 28 أغسطس 1983 في توليدو في الولايات المتحدة.

## وصلات خارجية
- نيت واشنطن على موقع مرجع كرة القدم المحترفة.كوم (الإنجليزية)